# Alejandro Bedoya
Alejandro Bedoya, född 29 april 1987 i Englewood, New Jersey, är en amerikansk fotbollsspelare som spelar för Philadelphia Union i MLS. Bedoya har colombianskt ursprung. 
Bedoya är en hårt jobbande mittfältare som har sin styrka i snabbheten. 

## Klubbkarriär

### Örebro SK
I december 2008 värvades Bedoya av Örebro SK, där han skrev på ett treårskontrakt. Under sin tid i klubben utvecklades Bedoya till att bli en viktig kugge på ÖSK:s mittfält. 

### Rangers
Efter en affär där det först såg ut som att Bedoya skulle gå som bosman efter säsongen blev det den 18 augusti 2011 klart att han skrev på för Rangers. 

### Helsingborgs IF
Efter att Rangers blev tvångsnedflyttade skrev han i augusti 2012 på för Helsingborgs IF. Under våren 2013 var han en av lagets viktigaste spelare.

## Landslagskarriär
Bedoya togs den 11 maj 2010 ut till USA:s landslags ursprungliga 30-mannatrupp till fotbolls-VM; truppen bantades senare ner till 23 man där Bedoya inte fick plats.